# ۲۸۲ (قمری)
۲۸۲ (قمری)، دویست و هشتاد و دومین سال در گاهشماری هجری قمری است. اول محرم این سال برابر با ششم مارس سال ۸۹۵ میلادی است.